# Тиримюжган Кадын-эфенди
Тиримюжга́н Кады́н-эфе́нди (тур. Tirimüjgan Kadın Efendi; предположительно 19 августа 1819, Северный Кавказ — 2 ноября 1853, дворец Ферие, Стамбул) — вторая жена османского султана Абдул-Меджида, мать султана Абдул-Хамида II.

## Биография
Достоверно неизвестно, откуда родом была Тиримюжган. По воспоминаниям её внучки Айше-султан, одна старая черкешенка-калфа во дворце была родом из тех же мест, что и Тиримюжган, и причисляла себя к субэтносу шапсугов из Черкесии; также по воспоминаниям Айше, её отец султан Абдул-Хамид II называл шапсугских девушек «народом своей матери». Кроме того, Айше отмечает, что среди известных ей наложниц деда были только черкешенки и ни одной армянки или девушки из Греции, хотя ходили многочисленные слухи об их присутствии в гареме. Слухи о том, что Тиримюжган была дочерью армянского торговца из Трабзона по имени Чандыр, Айше считала необоснованными и распускаемыми людьми, которые ничего не знают о жизни султанского двора, или же фальсификацией, созданной врагами её отца.
В султанский дворец Тиримюжган попала примерно в 1839 году. Позднее калфы во дворце отмечали, что Тиримюжган была утончённой, доброжелательной и очень красивой: у неё были каре-зелёные глаза, длинные тёмно-русые волосы, светлая тонкая кожа, стройная фигура и прекрасные руки и ноги. В октябре 1840 года она родила дочь Наиле, умершую от оспы в возрасте 2,5 лет в марте 1843 года; 22 сентября 1842 года она родила будущего султана Абдул-Хамида II; последним ребёнком Тиримюжган стал шехзаде Мехмед Абид-эфенди, скончавшийся в мае 1848 года в возрасте около одного месяца. Позднее Абдул-Хамид назвал младшего сына и одну из дочерей в честь своих умерших брата и сестры.
Тиримюжган всю себя посвящала воспитанию сына, однако вскоре после рождения и последовавшей за ним смерти Мехмеда Абида стало ясно, что она тяжело больна. Абдул-Хамид II позднее вспоминал: «Моя бедная мама покинула этот мир в столь юном возрасте, но я до сих пор представляю её. Я никогда не смогу забыть её. Она меня очень любила. Когда она заболела, она [приказывала] усадить меня напротив неё и довольствовалась тем, что смотрела на моё лицо, [потому что] не могла придвинуться, чтобы поцеловать меня. Да благословит Бог её душу». Тиримюжган умерла от туберкулёза во дворце Ферие 3 ноября 1853 года и была похоронена в тюрбе Джедит Хаватин в Новой мечети. Воспитание Абдул-Хамида было поручено Пиристу Кадын-эфенди, ставшей впоследствии последней валиде в истории Османской империи.